# Vladimir Krylov
Vladimir Krylov, rusky Владимир Валентинович Крылов (* 26. února 1964 Sengilej, Uljanovská oblast) je bývalý sovětský atlet, sprinter, mistr Evropy v běhu na 200 metrů z roku 1986.

## Sportovní kariéra
Nečekaně se stal mistrem Evropy v běhu na 200 metrů v roce 1986. Na evropském šampionátu ve Stuttgartu navíc získal bronzovou medaili ve štafetě na 4 × 400 metrů. V následující sezóně vybojoval stříbrnou medaili v běhu na 200 metrů na halovém mistrovství Evropy. Na mistrovství světa v Římě v roce 1987 doběhl pátý ve finále běhu na 200 metrů a byl členem stříbrné sovětské štafety na 4 x 100 metrů. Největší úspěch zaznamenal na olympiádě v Soulu v roce 1988. Zde štafeta SSSR na 4 x 100 metrů za účasti Krylova zvítězila.

## Osobní rekordy
- 100 metrů – 10,13 s (1988)
- 200 metrů – 20,23 s (1987)
- 400 metrů – 45,20 s (1986)